# Cintura vulcanica Garibaldi

Mappa della Cintura vulcanica Garibaldi con i rilievi più importanti dell'area.

La cintura vulcanica Garibaldi è una cintura vulcanica che si estende in direzione nordovest-sudest nelle Pacific Ranges delle Montagne Costiere, da Watts Point a sud fino al campo di ghiaccio Ha-Iltzuk a nord. La catena vulcanica si trova nella parte sudoccidentale della Columbia Britannica, in Canada. Forma il segmento più settentrionale dell'arco vulcanico delle Cascate, che include il Monte Sant'Elena e il Monte Baker.
La maggior parte dei vulcani della catena Garibaldi sono stratovulcani dormienti o vulcani subglaciali che sono stati erosi dalla coltre di ghiaccio. Altre tipologie vulcaniche meno comuni includono coni di scorie, neck, duomi di lava e caldere. Queste formazioni differenziate furono create da differenti tipologie di attività vulcanica come l'eruzione di tipo peleano e l'eruzione di tipo pliniano.
Le eruzioni lungo la catena hanno creato almeno tre importanti zone vulcaniche. La prima iniziò nel campo di ghiaccio di Powder Mountain circa 4 milioni di anni fa. La formazione del massiccio del Monte Cayley ebbe inizio in questo periodo. Una serie di eruzioni multiple comprese tra 2,35 e 2,2 milioni di anni fa diedero origine al massiccio del monte Meager; le eruzioni tra nel periodo tra 1,3 milioni e 9.300 anni fa condussero alla formazione del Monte Garibaldi e di alcuni altri vulcani nella zona del Lago Garibaldi. Queste zone vulcaniche si trovano in tre settori chiamati rispettivamente segmento settentrionale, centrale e meridionale. 
Ogni segmento contiene una delle tre più importanti zone vulcaniche. In aggiunta a queste, ci sono due grandi complessi vulcanici poco studiati che si trovano al limite settentrionale dei Pacific Ranges, e precisamente la caldera di Silverthrone e il Franklin Glacier Volcano. Vengono considerati come facenti parte della cintura vulcanica Garibaldi, ma la loro relazione tettonica con gli altri vulcani della catena non è ben chiarita a causa della scarsità degli studi.